# Lukićevo
Lukićevo (izvirno srbsko Лукићево; madžarsko Sigmundfeld) je naselje v Srbiji, ki upravno spada pod Občino Zrenjanin; slednja pa je del Srednjebanatskega upravnega okraja.

## Demografija
V naselju živi 1684 polnoletnih prebivalcev, pri čemer je njihova povprečna starost 40,6 let (39,3 pri moških in 41,9 pri ženskah). Naselje ima 718 gospodinjstev, pri čemer je povprečno število članov na gospodinjstvo 2,89.
To naselje je, glede na rezultate popisa iz leta 2002, večinoma srbsko.
|  |

| Demografija | Demografija     | Demografija     |
| Leto        | Št. prebivalcev | Št. prebivalcev |
| ----------- | --------------- | --------------- |
|             |                 |                 |
|             |                 |                 |
|             |                 |                 |
|             |                 |                 |
| 1948        | 1608            |                 |
| 1953        | 1557            |                 |
| 1961        | 1930            |                 |
| 1971        | 2091            |                 |
| 1981        | 2186            |                 |
| 1991        | 2196            | 2124            |
| 2002        | 2164            | 2077            |
|             |                 |                 |

| Etnična sestava po popisu iz leta 2002 | Etnična sestava po popisu iz leta 2002 | Etnična sestava po popisu iz leta 2002 | Etnična sestava po popisu iz leta 2002 | Etnična sestava po popisu iz leta 2002 |
| -------------------------------------- | -------------------------------------- | -------------------------------------- | -------------------------------------- | -------------------------------------- |
| Srbi                                   | Srbi                                   |                                        | 1.941                                  | 93,45%                                 |
| Jugoslovani                            | Jugoslovani                            |                                        | 23                                     | 1,10%                                  |
| Romi                                   | Romi                                   |                                        | 20                                     | 0,96%                                  |
| Madžari                                | Madžari                                |                                        | 9                                      | 0,43%                                  |
| Črnogorci                              | Črnogorci                              |                                        | 6                                      | 0,28%                                  |
| Hrvati                                 | Hrvati                                 |                                        | 6                                      | 0,28%                                  |
| Slovaki                                | Slovaki                                |                                        | 5                                      | 0,24%                                  |
| Romuni                                 | Romuni                                 |                                        | 3                                      | 0,14%                                  |
| Makedonci                              | Makedonci                              |                                        | 3                                      | 0,14%                                  |
| Rusi                                   | Rusi                                   |                                        | 1                                      | 0,04%                                  |
| Muslimani                              | Muslimani                              |                                        | 1                                      | 0,04%                                  |
| Bošnjaki                               | Bošnjaki                               |                                        | 1                                      | 0,04%                                  |
| Neznano                                | Neznano                                |                                        | 22                                     | 1,05%                                  |